# Битва за Уюань
Битва за Уюань в китайской историографии, или Второе сражение за Уюань в японской историографии — сражение японо-китайской войны, происходившее с 16 марта по 3 апреля 1940 года во Внутренней Монголии.

## Военно-стратегическая ситуация
Во время китайского зимнего наступления действовавший в провинциях Суйюань, Нинся, Ганьсу и Цинхай 8-й военный район НРА выполнял вспомогательные задачи, однако на его долю выпал один из крупнейших успехов: к 22 декабря 1939 года его войска окружили внутри Баотоу Кавалерийскую группу японской гарнизонной армии Внутренней Монголии. Для её спасения японское командование перебросило из Бэйпина к Баотоу значительные силы, и в конце февраля японские войска нанесли удар в западном направлении, взяв 3 февраля Уюань (в японской историографии эти события называются «Первым сражением за Уюань»), а 4 февраля — Линьхэ.

## Ход сражения
Командование 8-го военного района не смирилось с потерей, и войска 35-го корпуса Фу Цзои 16 марта начали свою операцию: пока Новая 4-я дивизия сдерживала натиск японцев западнее Линьхэ, остальные части корпуса тайно выдвинулись на восток, ночью 20 марта неожиданно ворвались в Уюань. Днём 21 марта город был взят, а остатки японского гарнизона отступили на север. 22 марта китайские войска блокировали путь от Уюань к Хуанхэ.
Японское командование попыталось перебросить на 80 грузовиках 600 человек в зону севернее Уюани, но они наткнулись на китайскую 101-ю дивизию из состава 81-го корпуса Ма Хунбиня, и три дня не могли прорвать её оборону. 25 марта, бросив в бой ещё 3 тысячи человек, благодаря авиационной и артиллерийское поддержке японские войска наконец смогли форсировать реку и 26 марта вернуть Уюань.
Несмотря на отступление, китайские войска продолжали атаки, и к концу марта японцам пришлось оставить Уюань. 1 апреля в город вошли кавалерийские и партизанские китайские части, а к 3 апреля японцы были отброшены ещё дальше на восток.

## Результаты
В связи с тем, что данный район не имел особого стратегического значения, а основные бои разворачивались в Центральном Китае, обе стороны не имели возможность перебросить на этот участок значительные подкрепления, в результате чего общая ситуация стабилизировалась до конца войны.